# Hispasat 1E
El Hispasat 1E o Hispasat 30W-5 es un satélite de comunicaciones español construido por Space Systems/Loral y operado por Hispasat.

## Lanzamiento
El satélite fue exitosamente lanzado al espacio el 29 de diciembre de 2010, a las 21:27 UTC, utilizando un vehículo Ariane 5 ECA desde el Centro Espacial de Kourou en la Guayana Francesa, junto con el satélite Koreasat 6. Tenía una masa de lanzamiento de 5.270 kg.

## Características
Ubicado en la posición orbital geoestacionaria 30° Oeste, el satélite está basado en la plataforma SSL-1300 y su vida útil prevista es de 15 años. 
El Hispasat 30W-5 está equipado con 53 transpondedores de banda Ku activos para proporcionar servicios de comunicación a Europa, América y África del Norte. Emite principalmente canales de televisión en español y portugués. También está equipado con 1 transpondedor en banda Ka. Se espera que proporcione servicios al menos hasta 2026.